# كاتسو كاميوكا
كاتسو كاميوكا (23 مارس 1905 – 14 نوفمبر 1945) هو ملاكم ياباني راحل، مثّل بلاده في الألعاب الأولمبية الصيفية 1932.

## روابط خارجية
كاتسو كاميوكا على موقع أوليمبيديا (الإنجليزية)